# Johan Niemann

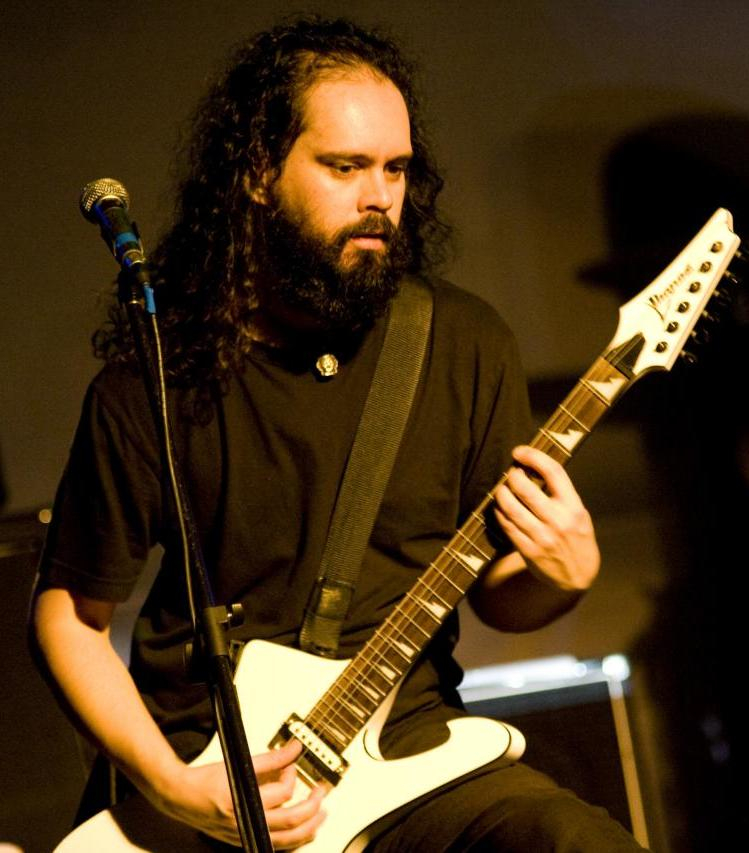
Johan Niemann (2009)

Johan Wilhelm Niemann (* 26. Juni 1977) ist ein schwedischer Bassist. Er ist bei den Bands Evergrey, The Murder of My Sweet, Mind’s Eye und Crash the System aktiv und spielte in der schwedischen Metal-Band Therion.

## Karriere
Auf Anraten seines Musiklehrers lernte Niemann bereits im Alter von elf Jahren, Bassgitarre zu spielen. Auf der Highschool studierte er Improvisation und Jazztheorie bei dem Gitarristen Johan Öijen. Später studierte er an der Stockholm Music Conservatory for Sound Engineering and Music Production. 1999 spielte er gemeinsam mit seinem Bruder Kristian bei Therion, später auch bei der Band Demonoid. Seit 2007 spielt Niemann bei The Murder of My Sweet und Crash the System, seit 2010 auch in der Progressive-Metal-Band Evergrey.

## Diskographie

### Mit Therion
- siehe Therion (1999–2008)

### Mit Mind’s Eye
- siehe Mind’s Eye

### Mit The Murder of My Sweet
- 2009: Bleed Me Dry
- 2010: Divanity

### Mit Crash the System
- 2009: The Crowning